# Randominta meretrix
Randominta meretrix är en fjärilsart som beskrevs av László Anthony Gozmány. Randominta meretrix ingår i släktet Randominta och familjen äkta malar. Inga underarter finns listade.